# Elvange (Mosel·la)
Elvange (fràncic lorenès Ilwingen) és un municipi francès situat al departament del Mosel·la i a la regió del Gran Est. L'any 2007 tenia 374 habitants.

## Demografia

### Població
El 2007 la població de fet d'Elvange era de 374 persones. Hi havia 132 famílies, de les quals 20 eren unipersonals (12 homes vivint sols i 8 dones vivint soles), 36 parelles sense fills, 56 parelles amb fills i 20 famílies monoparentals amb fills.
La població ha evolucionat segons el següent gràfic:
Habitants censats

### Habitatges
El 2007 hi havia 143 habitatges, 139 eren l'habitatge principal de la família i 4 estaven desocupats. 128 eren cases i 14 eren apartaments. Dels 139 habitatges principals, 110 estaven ocupats pels seus propietaris, 26 estaven llogats i ocupats pels llogaters i 3 estaven cedits a títol gratuït; 4 tenien dues cambres, 5 en tenien tres, 34 en tenien quatre i 96 en tenien cinc o més. 115 habitatges disposaven pel capbaix d'una plaça de pàrquing. A 66 habitatges hi havia un automòbil i a 62 n'hi havia dos o més.

### Piràmide de població
La piràmide de població per edats i sexe el 2009 era:
| Homes | Edats   | Dones |
| ----- | ------- | ----- |
| 0     | 95 o +  | 0     |
| 0     | 90 a 94 | 0     |
| 0     | 85 a 89 | 0     |
| 0     | 80 a 84 | 8     |
| 4     | 75 a 79 | 4     |
| 12    | 70 a 74 | 4     |
| 4     | 65 a 69 | 4     |
| 4     | 60 a 64 | 8     |
| 12    | 55 a 59 | 8     |
| 8     | 50 a 54 | 0     |
| 24    | 45 a 49 | 28    |
| 20    | 40 a 44 | 28    |
| 8     | 35 a 39 | 0     |
| 8     | 30 a 34 | 20    |
| 4     | 25 a 29 | 4     |
| 16    | 20 a 24 | 12    |
| 28    | 15 a 19 | 16    |
| 4     | 10 a 14 | 24    |
| 16    | 5 a 9   | 16    |
| 8     | 0 a 4   | 8     |

## Economia
El 2007 la població en edat de treballar era de 249 persones, 173 eren actives i 76 eren inactives. De les 173 persones actives 153 estaven ocupades (82 homes i 71 dones) i 20 estaven aturades (8 homes i 12 dones). De les 76 persones inactives 27 estaven jubilades, 24 estaven estudiant i 25 estaven classificades com a «altres inactius».

### Ingressos
El 2009 a Elvange hi havia 149 unitats fiscals que integraven 377 persones, la mediana anual d'ingressos fiscals per persona era de 16.873 €.

### Activitats econòmiques
Dels 12 establiments que hi havia el 2007, 1 era d'una empresa alimentària, 1 d'una empresa de fabricació de material elèctric, 2 d'empreses de construcció, 1 d'una empresa de comerç i reparació d'automòbils, 3 d'empreses d'hostatgeria i restauració, 1 d'una empresa financera, 1 d'una empresa immobiliària, 1 d'una entitat de l'administració pública i 1 d'una empresa classificada com a «altres activitats de serveis».
Dels 4 establiments de servei als particulars que hi havia el 2009, 1 era un guixaire pintor, 1 fusteria i 2 restaurants.
L'únic establiment comercial que hi havia el 2009 era una adrogueria.
L'any 2000 a Elvange hi havia 8 explotacions agrícoles que ocupaven un total de 632 hectàrees.

## Equipaments sanitaris i escolars
El 2009 hi havia una escola elemental.

## Poblacions més properes
El següent diagrama mostra les poblacions més properes.